# Ontfriezing

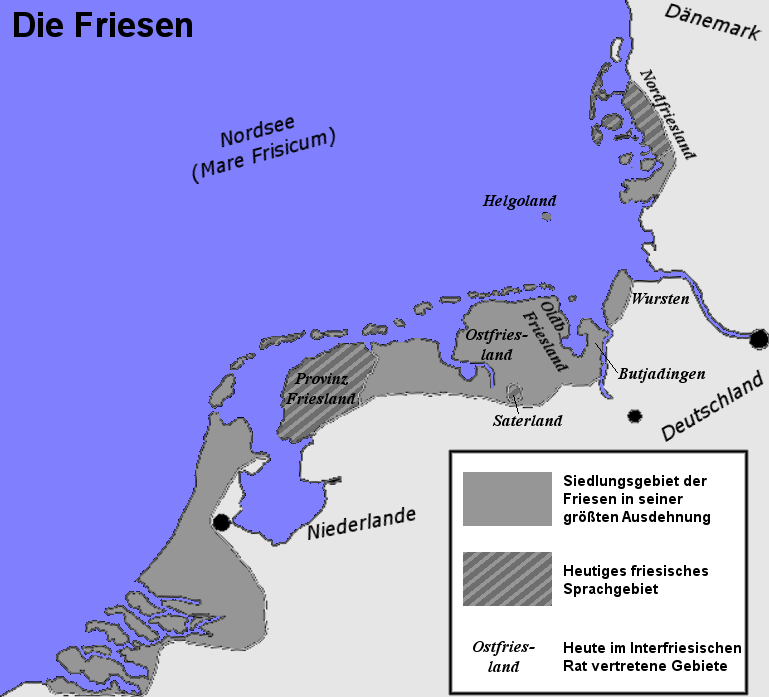
Oorspronkelijke en huidige geografische verspreiding van de Friese talen

Ontfriezing is een taalhistorische ontwikkeling die plaatsvond in Nederland en Duitsland, waarbij de oorspronkelijke Friese taal werd ingewisseld voor het Nederfrankisch in Noord- en Zuid-Holland, en het Nedersaksisch in Groningen en Oost-Friesland. Deze taalwisseling trad grotendeels op tegen het einde van de Middeleeuwen, als gevolg van politiek en economische factoren waardoor het Fries langzaam werd verdrongen.

## Fries taalcontinuüm
Het Fries maakte ooit deel uit van een taalcontinuüm dat zich langs de Noordzee uitstrekte vanaf de huidige grens met Vlaanderen tot aan de Weser in Duitsland. Dit taalcontinuüm liep door aan de overzijde van de Noordzee in Engeland. In de achtste eeuw veranderde het Fries zodanig dat het zich ging onderscheiden van de omringende talen. Deze taal staat tegenwoordig bekend als het Oudfries en werd gesproken in Nederland van boven de rivieren tot in het Duitse Bremen.

## Ontfriezing van Noord- en Zuid-Holland
Rond 720 veroverden de Franken de Nederlandse kust tot aan het Vlie op de Friezen en kwam dit gebied onder Frankische invloed te staan. Vanaf die periode is sprake van een sterke invloed van het Frankisch op het Fries en raakte in de loop van Middeleeuwen Zuid-Holland ontfriesd. Het Fries handhaafde zich in Noord-Holland nog een aantal eeuwen noordelijk van villa Ekmundensis in de huidige landstreek West-Friesland. Na de verovering van West-Friesland in 1285 door graaf Floris V kwam ook hier het Fries geleidelijk onder druk te staan van het uit het Frankisch ontstane Hollandse dialect. Rond 1600 was het Fries op enkele taaleilandjes na verdwenen. Niettemin heeft het huidige Westfriese dialect nog duidelijke Friese kenmerken.

## Ontfriezing in Groningen en Oost-Friesland
Lang is gedacht dat in Groningen de ontfriezing parallel liep met de opkomst van de Saksische stad Groningen vanaf de 13e eeuw. De stad had enorm veel invloed op de Ommelanden van de provincie Groningen en de provincie Friesland, en als gevolg hiervan zouden er veel Nedersaksische woorden terecht zijn gekomen in het Oosterlauwers Fries dat in Groningen gesproken werd. Aan deze opvatting hecht men tegenwoordig weinig waarde meer.. Volgens huidige inzichten kwam het Fries in Groningen en Oost-Friesland vanaf de 13e eeuw geleidelijk onder druk te staan door de dominantie van het Middelnederduits dat als handelstaal werd gebezigd in het Noord- en Oostzeegebied. Deze ontwikkeling is als eerste te zien in de afnemende invloed van het Fries als schrijftaal en rond 1400 ook als spreektaal, als deze geleidelijk aan het verdwijnen is. Hoe dit proces precies plaatsvond is nog steeds onduidelijk en heeft meer onderzoek nodig. Vermoedelijk heeft bij de ontfriezing ook emigratie een grote rol gespeeld. Op grond van namenontwikkeling in de Ommelanden en de stad Groningen is na 1450 sprake van naamsveranderingen die wijzen op vermenging tussen stad en land en grootschalige emigratie naar de Ommelanden. Hieraan kunnen verschillende oorzaken ten grondslag liggen.
Net zoals het Ommeland van de stad Groningen hebben de Oostfriese gewesten sinds de middeleeuwen met een ontfriezing te maken gehad, die het Fries, op één enkele belangrijke enclave als het Saterfries na, heeft verdrongen. Het "versaksischen" van het Oosterlauwers Fries gebeurde in verschillende periodes. In de loop van de 17e tot 20e eeuw raakte Oost-Friesland ontfriesd, op enkele enclaves na. In Harlingerland tot aan de Wezer duurde het proces nog een eeuw langer, rond 1600 was ook hier het Fries verdwenen. In Wursten, een gebied in het noorden van de Duitse deelstaat Nedersaksen waar vroeger Friese emigranten zich hebben gevestigd, sterft het Fries rond 1700 uit. Behoudens het Saterfries handhaaft het Fries zich tot in de 19e eeuw op de geïsoleerde Friese waddeneilanden. Op Wangerooge, het laatste Friese eiland waar nog Fries gesproken werd, overleden in 1950 de twee laatste sprekers.